# Houping, Youyang
Houping (kinesiska: 后坪) är en socken i sydvästra Kina. Den ligger i häradet Youyang i storstadsområdet Chongqing,  omkring 200 kilometer sydost om det centrala stadsdistriktet Yuzhong. Antalet invånare är 9202. Befolkningen består av 4 437 kvinnor och 4 765 män. Barn under 15 år utgör 26,0 %, vuxna 15-64 år 57 %, och äldre över 65 år 15,0 %.